# Trofeo Calvià 2022
La 23e édition du Trofeo Calvià a lieu le 26 janvier 2022, sur un parcours de 154,7 kilomètres tracé dans les Îles Baléares en Espagne, entre Peguera (Calvià) et Palma Nova. La course est la première manche du Challenge de Majorque 2022 et fait partie du calendrier UCI Europe Tour 2022 en catégorie 1.1.

## Équipes participantes
25 équipes participent à la course - 10 WorldTeams, 9 ProTeams et 6 équipes continentales :
| WorldTeams (10)- Movistar Team - UAE Team Emirates - Bora-Hansgrohe - AG2R Citroën Team - Israel-Premier Tech - Lotto-Soudal - BikeExchange-Jayco - Cofidis - Intermarché-Wanty-Gobert Matériaux - Trek-Segafredo ProTeams (9)- Caja Rural-Seguros RGA - Euskaltel-Euskadi - Eolo-Kometa - Equipo Kern Pharma - Bardiani-CSF-Faizanè - Arkéa-Samsic - Burgos-BH - Sport Vlaanderen-Baloise - Drone Hopper-Androni Giocattoli Équipes continentales (6)- BEAT Cycling - Minerva Cycling Team - Java Kiwi Atlántico - Electro Hiper Europa-Caldas - Manuela Fundación Continental - Work Service-Vitalcare-Dynatek |
| |

## Classement final
| \| Classement général \| Classement général \| Classement général \| Classement général \| Classement général \| \| Coureur \| Coureur \| Pays \| Équipe \| Temps \| \| ------------------ \| ------------------ \| ------------------ \| ---------------------------------- \| ------------------ \| \| 1er \| Brandon McNulty \| États-Unis \| UAE Team Emirates \| 3 h 57 min 37 s \| \| 2e \| Joël Suter \| Suisse \| UAE Team Emirates \| + 1 min 17 s \| \| 3e \| Vincenzo Albanese \| Italie \| Eolo-Kometa \| + 1 min 17 s \| \| 4e \| Tim Wellens \| Belgique \| Lotto-Soudal \| + 1 min 17 s \| \| 5e \| Simon Clarke \| Australie \| Israel-Premier Tech \| + 1 min 17 s \| \| 6e \| Alejandro Valverde \| Espagne \| Movistar Team \| + 1 min 17 s \| \| 7e \| Kobe Goossens \| Belgique \| Intermarché-Wanty-Gobert Matériaux \| + 1 min 17 s \| \| 8e \| Łukasz Owsian \| Pologne \| Arkéa-Samsic \| + 1 min 17 s \| \| 9e \| Emanuel Buchmann \| Allemagne \| Bora-Hansgrohe \| + 1 min 17 s \| \| 10e \| Ben Zwiehoff \| Allemagne \| Bora-Hansgrohe \| + 2 min 54 s \| |                    |            |                                    |                 |
| |                    |            |                                    |                 |
| Source : ProCyclingStats |                    |            |                                    |                 |
| Classement général |                    |            |                                    |                 |
| Coureur | Coureur            | Pays       | Équipe                             | Temps           |
| 1er | Brandon McNulty    | États-Unis | UAE Team Emirates                  | 3 h 57 min 37 s |
| 2e | Joël Suter         | Suisse     | UAE Team Emirates                  | + 1 min 17 s    |
| 3e | Vincenzo Albanese  | Italie     | Eolo-Kometa                        | + 1 min 17 s    |
| 4e | Tim Wellens        | Belgique   | Lotto-Soudal                       | + 1 min 17 s    |
| 5e | Simon Clarke       | Australie  | Israel-Premier Tech                | + 1 min 17 s    |
| 6e | Alejandro Valverde | Espagne    | Movistar Team                      | + 1 min 17 s    |
| 7e | Kobe Goossens      | Belgique   | Intermarché-Wanty-Gobert Matériaux | + 1 min 17 s    |
| 8e | Łukasz Owsian      | Pologne    | Arkéa-Samsic                       | + 1 min 17 s    |
| 9e | Emanuel Buchmann   | Allemagne  | Bora-Hansgrohe                     | + 1 min 17 s    |
| 10e | Ben Zwiehoff       | Allemagne  | Bora-Hansgrohe                     | + 2 min 54 s    |

## Classement UCI
La course attribue des points aux coureurs pour le Classement mondial UCI 2022 selon le barème suivant :
| Position           | 1er | 2e | 3e | 4e | 5e | 6e | 7e | 8e | 9e | 10e | 11e | 12e | 13e à 15e | 16e à 25e |
| Classement général | 125 | 85 | 70 | 60 | 50 | 40 | 35 | 30 | 25 | 20  | 15  | 10  | 5         | 3         |